# Нідзицький повіт
Нідзицький повіт (пол. powiat nidzicki) — один з 19 земських повітів Вармінсько-Мазурського воєводства Польщі.
Утворений 1 січня 1999 року в результаті адміністративної реформи.

## Загальні дані
Повіт знаходиться у південній частині воєводства.
Адміністративний центр — місто Нідзиця.
Станом на 1.01.2008 населення становить 33 729 осіб, площа 960,63 км².
На терени повіту були депортовані 767 українців з українських етнічних територій у 1947 році (т. з. акція «Вісла»).

## Демографія
Демографічні дані повіту станом на 30.06.2005:
|       | Всього | Всього | Жінки  | Жінки | Чоловіки | Чоловіки |
| ----- | ------ | ------ | ------ | ----- | -------- | -------- |
|       | осіб   | %      | осіб   | %     | осіб     | %        |
| Повіт | 33 949 | 100    | 17 142 | 50,5  | 16 807   | 49,5     |
| Міста | 14 800 | 100    | 7718   | 52,1  | 7082     | 47,9     |
| Села  | 19 149 | 100    | 9424   | 49,2  | 9725     | 50,8     |